# Bohemannia nipponicella
Bohemannia nipponicella là một loài bướm đêm thuộc họ Nepticulidae. Nó được miêu tả bởi Hirano năm 2010. Loài này có ở Nhật Bản (Honshū).